# Stefan Biebl
Stefan Biebl ist ein deutscher Kameramann aus München. Er lebt seit 2008 in Kraiburg am Inn im Ortsteil Maximilian.
Stefan Biebl war ab 1989 als Kamera-Assistent tätig und ist seit 1991 Kameramann und Steadicam-Operator. Er arbeitete öfters für den Regisseur Marcus H. Rosenmüller.
Biebl ist Mitglied im Berufsverband Kinematografie (BVK).

## Filmografie (Auswahl)
- 2002: Beyond the Limits
- 2006: Wer früher stirbt ist länger tot
- 2008: Baching
- 2008: Räuber Kneißl
- 2011: Sommer der Gaukler
- 2011: Sommer in Orange
- 2012: Wer’s glaubt, wird selig
- 2012: Was weg is, is weg
- 2014: Beste Chance
- 2015: Rico, Oskar und das Herzgebreche
- 2016: Zeit für Frühling
- 2016: Hundertmal Frühling
- 2019: Unheimlich perfekte Freunde
- 2020: Madison
- 2023: Neue Geschichten vom Pumuckl (Serie)